# Christian M'Pumbu
Christian M'Pumbu, né le 2 juin 1977, est un combattant franco-congolais d' arts martiaux mixtes. Il a été le premier champion du monde du Bellator dans la catégorie des poids mi-lourds.

## Biographie
Christian M'Pumbu est né à Kinshasa, en République démocratique du Congo.Il habite actuellement en France.

## Carrière en MMA
M'Pumbu fait ses débuts professionnels en MMA pendant l'année 2004. Il fait ses premiers combats principalement en Europe dans différentes organisations comme KSW et M-1 Global.Il est encore actuellement membre de l’équipe de France de M-1.
Avant ses débuts aux États-Unis, Christian M'Pumbu a un record de 18 victoires, 5 défaites et 1 égalité. Il a notamment fait victoire notable contre le combattant de l’UFC Stefan Struve.

### Bellator
M'Pumbu débute ses combats aux États-Unis le 26 mars 2011 au Bellator 38.Il affronte et gagne Chris Davis dans le match d’ouverture du tournoi des Light Heavyweight par TKO dans le 3e round. En demi-finale, il remporte son combat contre Tim Carpenter via TKO dans le premier round. Christian M'Pumbu ira gagner Rich Hale via TKO dans le 3e round de la finale du tournoi de la saison 4. Il devient le premier champion des Light Heavyweight du Bellator.
Le 22 octobre 2011 au Bellator 55, Christian M'Pumbu perd un match qui n’était pas pour le titre contre Travis Wiuff via décision unanime. Il perd sa ceinture face à Attila Vegh par décision unanime le 28 février 2013.

## Palmarès

### Titres notables
- Champion des lourds-légers du Bellator
- Demi-finaliste du tournoi DEEP
- Vainqueur de “Star of Peresvit Openweight”
- Vainqueur de “fire of Persevit Openweight”

### Palmarès en arts martiaux mixtes
| 29 combats     | 20 victoires | 8 défaites |
| Par KO         | 9            | 2          |
| Par soumission | 8            | 2          |
| Sur décision   | 3            | 4          |
| Égalités       | 1            | 1          |

| Résultat | Record | Adversaire                | Méthode                       | Événement                           | Date              | Round | Temps | Lieu                       | Notes                                                                                        |
| -------- | ------ | ------------------------- | ----------------------------- | ----------------------------------- | ----------------- | ----- | ----- | -------------------------- | -------------------------------------------------------------------------------------------- |
| Défaite  | 18-6-1 | Quinton Jackson           | TKO (punch)                   | Bellator 110                        | 28 février 2014   | 1     | 4:55  |                            | Demi-finale du tournoi des lourds-légers.                                                    |
| Défaite  | 18-5-1 | Attila Vegh               | Décision (unanime)            | Bellator 91                         | 28 février 2013   | 5     | 5:00  | Rio Rancho, États-Unis     | Perd l'Bellator Light Heavyweight Championship.                                              |
| Défaite  | 18–4-1 | Travis Wiuff              | Décision (unanime)            | Bellator 55                         | 22 octobre 2011   | 3     | 5:00  | Yuma, États-Unis           | Combat sans titre en jeu.                                                                    |
| Victoire | 18–3-1 | Rich Hale                 | TKO (punches)                 | Bellator 45                         | 21 mai 2011       | 3     | 4:17  | Lake Charles, États-Unis   | Finale du Bellator Season 4 LHW Tournament; Gagne l'Bellator Light Heavyweight Championship. |
| Victoire | 17–3-1 | Tim Carpenter             | TKO (punches)                 | Bellator 42                         | 23 avril 2011     | 1     | 2:08  | Concho, États-Unis         | Demi-finale du Bellator Season 4 LHW Tournament.                                             |
| Victoire | 16–3-1 | Chris Davis               | TKO (punches)                 | Bellator 38                         | 26 mars 2011      | 3     | 3:34  | Tunica, États-Unis         | Quart de finale du "Bellator Season 4 LHW Tournament".                                       |
| Défaite  | 15–3-1 | Yoshiyuki Nakanishi       | Décision (partagé)            | Deep: 47 Impact                     | 17 avril 2010     | 2     | 5:00  | Tokyo, Japon               | Demi-finale du "DEEP Light Heavyweight Tournament".                                          |
| Victoire | 15–2-1 | Yuji Sakuragi             | TKO (punches)                 | Deep: 46 Impact                     | 28 février 2010   | 1     | 2:29  | Tokyo, Japon               | Quart de finale du "DEEP Light Heavyweight Tournament".                                      |
| Victoire | 14–2-1 | Hideto Tatsumi            | TKO (punches)                 | M-1 Challenge 18                    | 15 aout 2009      | 2     | 4:53  | Hilversum, Pays-Bas        |                                                                                              |
| Victoire | 13–2-1 | Krzysztof Kulak           | Décision (unanime)            | Multi Boxes: 1er Gala International | 26 juin 2009      | 2     | 5:00  | Paris, France              |                                                                                              |
| Victoire | 12–2-1 | Enoc Solves Torres        | Soumission (armbar)           | M-1 Challenge 15                    | 29 avril 2009     | 1     | 4:59  | Tokyo, Japon               |                                                                                              |
| Égalité  | 11–2-1 | Leonardo Nascimento Lucio | Égalité                       | 100% fight 1                        | 10 janvier 2009   | 3     | 5:00  | Paris, France              |                                                                                              |
| Victoire | 11–2   | Marcus Vanttinen          | Soumission (rear-naked choke) | M-1 Challenge 10: Finland           | 26 novembre 2008  | 1     | 2:15  | Helsinki, Finlande         |                                                                                              |
| Défaite  | 10–2   | Jan Błachowicz            | Soumission (armbar)           | KSW – Extra                         | 23 septembre 2008 | 2     | 3:12  | Dąbrowa Górnicza, Pologne  |                                                                                              |
| Victoire | 10–1   | Barry Guerin              | TKO (punches)                 | M-1 Challenge 5: Japan              | 17 juillet 2008   | 1     | 0:32  | Tokyo, Japon               |                                                                                              |
| Défaite  | 9–1    | Fabio Fernandes           | Décision (unanime)            | Fite Selektor                       | 13 mars 2008      | 2     | 5:00  | Dubaï, Émirats arabes unis |                                                                                              |
| Victoire | 9–0    | Denis Sobolev             | Soumission (rear-naked choke) | Star of Peresvit                    | 7 décembre 2007   | 1     | 1:20  | Kiev, Ukraine              | Finale du "Star of Peresvit Openweight Tournament".                                          |
| Victoire | 8–0    | Stefan Struve             | Soumission (D'arce choke)     | Star of Peresvit                    | 17 décembre 2007  | 1     | 2:05  | Kiev, Ukraine              | Demi-finale du "Star of Peresvit Openweight Tournament".                                     |
| Victoire | 7–0    | Aleksey Gonchar           | Décision (unanimes)           | Star of Peresvit                    | 17 décembre 2007  | 2     | 5:00  | Kiev, Ukraine              | Quart de finale du "Star of Peresvit Openweight Tournament".                                 |
| Victoire | 6–0    | Sergey Mukhamedshin       | Soumission (guillotine)       | M-1 MFC: International Mix Fight    | 17 mars 2007      | 1     | 1:25  | St. Petersburg, Russie     |                                                                                              |
| Victoire | 5–0    | Vladimir Shemarov         | Décision (unanime)            | Fire of Persevit                    | 2 décembre 2006   | 2     | 5:00  | Kiev, Ukraine              | Finale du "Fire of Persevit Openweight Tournament".                                          |
| Victoire | 4–0    | Valdas Pocevičius         | Soumission (rear-naked choke) | Fire of Persevit                    | 2 décembre 2006   | 1     | 1:48  | Kiev, Ukraine              | Demi-finale du "Fire of Persevit Openweight Tournament".                                     |
| Victoire | 3–0    | Denis Bublov              | Soumission (rear-naked choke) | Fire of Persevit                    | 2 décembre 2006   | 1     | 2:20  | Kiev, Ukraine              |                                                                                              |
| Victoire | 2–0    | Dramane Traore            | Soumission (rear-naked choke) | Xtreme Gladiators 2                 | 11 mars 2006      | 2     | 2:40  | Paris, France              |                                                                                              |
| Victoire | 1–0    | Kuljit Degun              | KO (punches)                  | UKMMAC 7: Rage & Fury               | 30 mai 2004       | 1     | 0:32  | Essex, Angleterre          |                                                                                              |